# گمینا یدلنگا-لتنگسکو
گمینا یدلنگا-لتنگسکو (به لهستانی:  Gmina Jedlnia-Letnisko) یک گمینا در لهستان است که در شهرستان رادوم واقع شده‌است. گمینا یدلنگا-لتنگسکو ۶۵٫۵۷ کیلومتر مربع مساحت و ۱۱٬۴۷۴ نفر جمعیت دارد.